# Nannus
A Nannus a madarak osztályának verébalakúak (Passeriformes) rendjébe és az ökörszemfélék (Troglodytidae) családjába tartozó nem.
Besorolásuk vitatott, egyes rendszerezők a Troglodytes nembe sorolják ezeket a fajokat is.

## Rendszerezés
A nembe az alábbi 3 faj tartozik:
- tengerparti ökörszem (Nannus pacificus) vagy (Troglodytes pacificus)
- téli ökörszem (Nannus hiemalis) vagy (Troglodytes hiemalis)
- ökörszem (Nannus troglodytes vagy Troglodytes troglodytes)